# El vuelo del pez
El vuelo del pez es el tercer álbum de estudio del cantante mexicano Siddhartha lanzado el 14 de enero de 2014. El disco está compuesto por 11 canciones.

## Lista de canciones
| N.º   | Título                | Duración |  |
| 1.    | «El Aire»             | 3:36     |  |
| 2.    | «Infinitos»           | 3:31     |  |
| 3.    | «Bacalar»             | 3:44     |  |
| 4.    | «Una señal»           | 4:05     |  |
| 5.    | «El deshielo»         | 3:55     |  |
| 6.    | «Ecos de miel»        | 4:17     |  |
| 7.    | «Al anochecer»        | 3:16     |  |
| 8.    | «Gota a gota»         | 3:00     |  |
| 9.    | «Tonight»             | 3:45     |  |
| 10.   | «Fogata»              | 3:25     |  |
| 11.   | «Loco (con Caloncho)» | 3:31     |  |
| 38:55 |                       |          |  |

## Reconocimientos
| Publicación   | Reconocimiento                                 | Año  | Posición |
| ------------- | ---------------------------------------------- | ---- | -------- |
| Mute Magazine | Los mejores 50 discos latino/españoles de 2014 | 2014 | 1        |

## Premios y nominaciones
El álbum El vuelo del pez y sus sencillos fueron nominados y galardonados en algunas ceremonias de premiación. A continuación la lista con las candidaturas que obtuvo el disco:
| Año  | Ceremonia de premiación | Premio                                | Resultado |
| ---- | ----------------------- | ------------------------------------- | --------- |
| 2014 | Indie-O Music Awards    | Canción del año («El aire»)           | Nominado  |
| 2014 | Indie-O Music Awards    | Video del año («El aire»)             | Nominado  |
| 2014 | Premios Grammy Latinos  | Mejor álbum de música alternativa     | Nominado  |
| 2014 | Premios Grammy Latinos  | Mejor canción alternativa («El aire») | Nominado  |
| 2015 | Indie-O Music Awards    | Álbum solista                         | Ganador   |
| 2015 | Indie-O Music Awards    | Canción del año («Bacalar»)           | Nominado  |